# Алекс Цеттль
Алекс Цеттль (1956 ) — американський фізик, що спеціалізується на експериментальній фізиці твердого тіла.

## Біографія
У 1978 р. здобув ступінь бакалавра в Каліфорнійському університеті у Берклі і ступінь доктора в 1983 році в Каліфорнійському університеті у Лос-Анджелесі. 
Працює на факультеті Університету Берклі з 1983 року, обійняв посаду професора і члена Інституту енергетичних нанонаук Кавлі в Берклі, а також є старшим науковим співробітником Національної лабораторії Лоуренса Берклі.
В 2007 році він розробив пристрій з нанотрубкою на металевому електроді, який може виявляти FM-радіосигнали та перетворювати їх у звукові сигнали без додаткової схеми (нанорадіо). 

Найвідоміший своїми дослідженнями нанотрубок і був першим, хто синтезував нанотрубки з нітриду бору (BNNT) в 1995 році. 
Розробив систему синтезу для BNNT (Extended-Pressure Inductively Coupled Plasma System, EPIC), а також працює з двовимірними структурами, такими як графен або гексагональний нітрид бору.
Також працював над високотемпературними фулереновими надпровідниками та хвилями щільності заряду.

## Нагороди та визнання
- 1984–1986: стипендія Слоуна[en];
- 1984-1989: президентська премія для молодих дослідників[en];
- 1995: професор Міллера у Берклі;
- 1999: член Американського фізичного товариства;
- 2006: премія Джеймса Макгруді за дослідження в галузі нових матеріалів[4];
- 2007: професор Міллера у Берклі[5];
- 2014: член Американської академії мистецтв і наук[6];
- 2020: Clarivate Citation Laureates